# MusicHound
MusicHound (de vegades escrit com a musicHound) era un compilador de guies de música específiques per genere que es van publicar als Estats Units per part de Visilbe Ink Press entre 1996 i 2002. Després de publicar onze guies d'àlbums, la sèrie MusicHound va ser venuda al Music Sales Group amb base a Londres, grup del qual l'empresa Omnibus Press al principi havia distribuït els llibres fora dels Estats Units. L'editor fundador de les sèries va ser Gary Graff, anteriorment un crític de música al Detroit Free Press.

## Altres publicacions
MusicHound Classical: The Essential Album Guide (1996)
- Editat per Garaud Mactaggart

MusicHound Country: The Essential Album Guide (1997)
- Editat per Brian Mansfield i Gary Graff

MusicHound Blues: The Essential Album Guide (1997)
- Editat per Leland Rucker; foreword per Al Kooper

MusicHound Folk: The Essential Album Guide (1998)
- Editat per Neal Walters i Brian Mansfield; foreword per Mark Molsa[2][3]

MusicHound R & B: The Essential Album Guide (1998)
- Editat per Gary Graff, Josh Llibertat du Lac i Jim McFarlin

MusicHound Jazz: The Essential Album Guide (1998)
- Editat per Steve Holtje i Nancy Ann Lee

MusicHound Lounge: The Essential Album Guide to Martini Music and Easy Listening (1998)
- Editat per Steve Knopper

MusicHound Swing!: The Essential Album Guide (1999)
- Editat per Steve Knopper

MusicHound Soundtracks: The Essential Album Guide to Film, Television and Stage Music (1999)
- Editat per Didier C. Deutsch; forewords Per Lukas Kendall i Julia Michel[7]

MusicHound World: The Essential Album Guide (2000)
- Editat per Adam McGovern; forewords per David Byrne i Angélique Kidjo[8]